# La Valle
La Valle – miasto w Stanach Zjednoczonych, w stanie Wisconsin, w hrabstwie Sauk.